# توگاکو
کوماگاکو (به ژاپنی: 唐樂) (به معنای موسیقی سلسله تانگ) یکی از گونه‌های موسیقی گاگاکو است که منشا آن چین است و در زمان سلسله تانگ در این کشور رواج داشته و موسیقی همراه با رقص بوده و تووگاکو خوانده می‌شد. این موسیقی در قرن هشتم میلادی به ژاپن آمده و جزئی از فرهنگ ژاپنی شده‌است و یکی از سه گونهٔ موسیقی درباری ژاپن است.